# 洪天佑
洪天佑，是太平天国的人物，天王洪秀全的第五子，封幼东王。
洪天佑原来被称为「王五殿下」。太平天国丙辰六年（1856年），天京事变，东王杨秀清被杀。后来洪秀全为杨秀清平反。太平天国庚申十年九月，洪秀全让洪天佑过继给杨秀清，封为殿前统领转奏右（左）辅正军师顶天扶朝纲王五殿下幼东王九千岁。之后，洪秀全诏旨上称他为「天佑子侄」。天京失陷，洪天佑不知所终。